# Masseur de tête

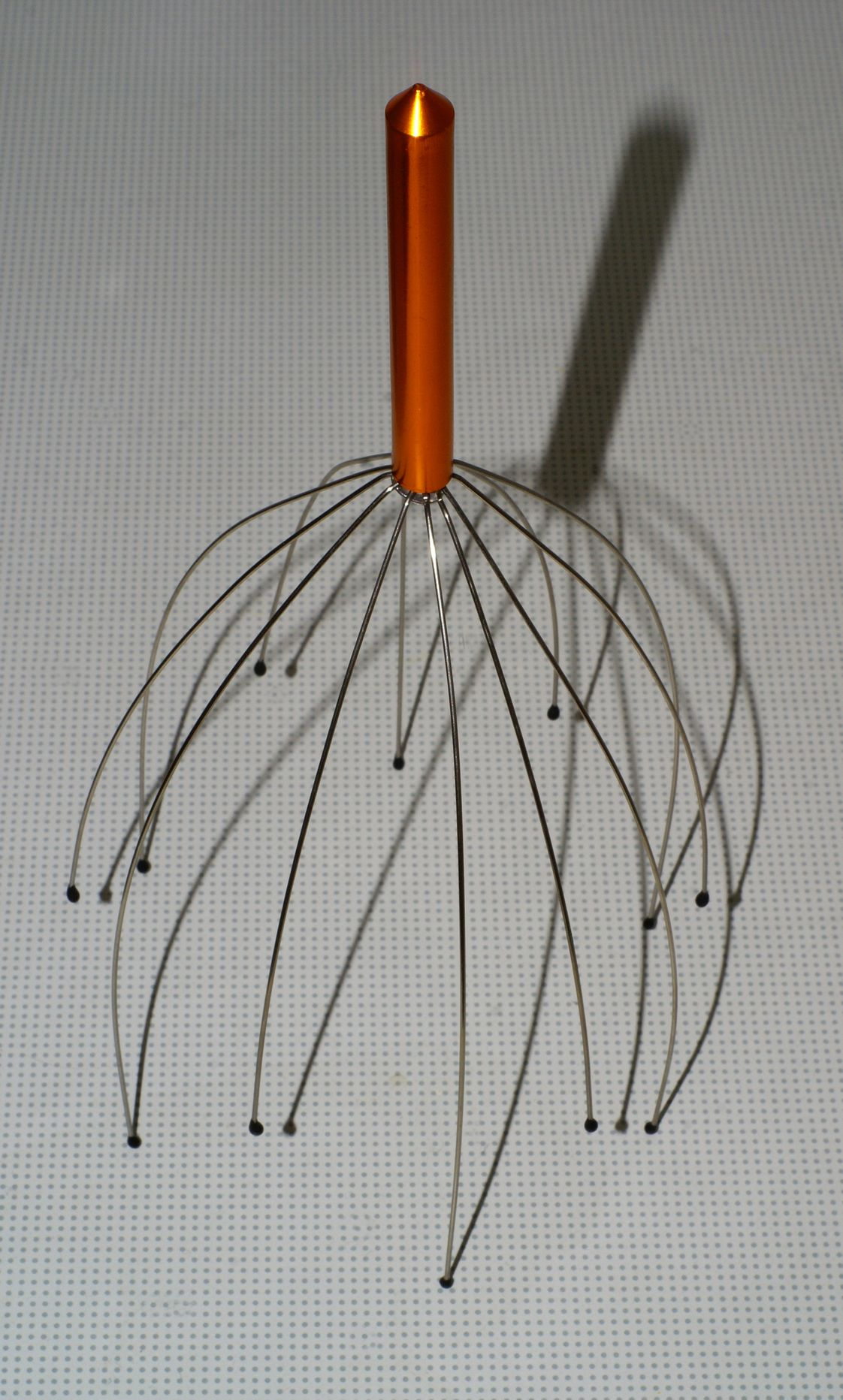
Masseur de tête.

 Un masseur de tête est un appareil de massage visant notamment à stimuler les nerfs du cuir chevelu, du front, des tempes, de la nuque et les endorphines du cerveau. En général, il est composé de douze tiges flexibles (faites de cuivre ou d'acier) légèrement incurvées munies de petits embouts en résine, ainsi que d'un manche cylindrique. C'est un outil Chinois qui date depuis plus de 1000 ans.
En Angleterre, il peut se faire appeler orgasmatron.

## Utilisation
Le masseur de tête s'utilise de manière que les tiges englobent le crâne de la personne massée, les mouvements le manœuvrant pouvant être soit circulaires, soit de va-et-vient. Il est utilisable dans le cadre d'un automassage, mais les sensations du massé semblent décuplées lorsqu'une autre personne manipule l'appareil.
Son utilisation présenterait de nombreuses vertus comme la stimulation de la circulation sanguine, l'accélération de la pousse des cheveux, le soulagement des maux de tête ou encore la réduction du stress.